# Comté de Fleming
Le Comté de Fleming est un comté situé dans l'État du Kentucky aux États-Unis. Son siège est Flemingsburg. Selon le recensement de 2010, sa population était de 14 348 habitants. 